# Del Close
Del Close (Manhattan, 9 marzo 1934 – Chicago, 4 marzo 1999) è stato un attore statunitense.

## Filmografia parziale

### Cinema
- Goldstein, regia di Philip Kaufman e Benjamin Manaster (1964)
- Beware! The Blob, regia di Larry Hagman (1972)
- American Graffiti, regia di George Lucas (1973)
- Strade violente (Thief), regia di Michael Mann (1981)
- Una pazza giornata di vacanza (Ferris Bueller's Day Off), regia di John Hughes (1986)
- La luce del giorno (Light of Day), regia di Paul Schrader (1987)
- The Untouchables - Gli intoccabili (The Untouchables), regia di Brian De Palma (1987)
- Blob - Il fluido che uccide (The Blob), regia di Chuck Russell (1988)
- L'ombra di mille soli (Fat Man and Little Boy-Shadow Makers), regia di Roland Joffé (1989)
- Vendetta trasversale (Next of Kin), regia di John Irvin (1989)
- La fortuna bussa alla porta... il problema è farla entrare (Opportunity Knocks), regia di Donald Petrie (1990)
- Occhio indiscreto (The Public Eye), regia di Howard Franklin (1992)

### Televisione
- Get Smart – serie TV, episodio 1x13 (1965)
- Mamma a quattro ruote (My Mother the Car) – serie TV, 3 episodi (1965-1966)
- Sogni infranti (Dream Breakers) – film TV (1989)
- Upright Citizens Brigade – serie TV, 30 episodi (1998-2000)